# 더 컬렉션
더 컬렉션(The Collection)는 2016년 9월 2일부터 동년 10월 21일까지 방영한 영국과 프랑스 합작 드라마이다.

## 방송 시간
| 방송 채널 | 방송 기간                         | 방송 시간                                |
| --------- | --------------------------------- | ---------------------------------------- |
| KBS 1TV   | 2017년 6월 23일 ~ 2017년 8월 11일 | 매주 금요일 밤 12:40 ~ 1:40 (60분)       |
| KBS 1TV   | 2018년 1월 16일 ~ 2018년 2월 6일  | 매주 화요일 밤 11:20 ~ 12:20 (60분,재방) |
| KBS 1TV   | 2018년 2월 23일 ~ 2018년 3월 16일 | 매주 금요일 밤 12:20 ~ 1:20 (60분,재방)  |

## 한국판 성우진(KBS)
- 홍시호 - 폴 사빈(리처드 코일)
- 양석정 - 클로드 사빈(톰 라일리)
- 임수아 - 이베트(프랜시스 데 라 투어)
- 황원 - 트루비에(제임스 코스모)
- 이용순 - 헬렌(메이미 거머)
- 김옥경 - 마조리(사라 패리쉬)
- 사문영 - 샬롯(알스 포이즌)
- 선은혜 - 니나(제나 티암)
- 김인 - 빌리(맥스 디콘)
- 이장원 - 로시(스탠리 타운젠드) / 빅터(알렉상드르 브라쇠르)
- 최정현 - 마리안(이렌 야코프)
- 이아름 - 줄리엣(베탄 메리 제임스)
- 정기항 - 봄파르(알랜 코드너)
- 전종구 - 택시 기사(엔조 스퀼리노 주니어,1화) / 감본(패트릭 케네디,3~4화) / 세자르(제이콥 포춘-로이드,4~6화) / 에드가(더모트 크로울리,7화)
- 민지 - 엘리에트(미셸 고메즈,3,5화)
- 김규식 - 르메르(마이클 키첸,3화)
- 이슬 - 세실(유란다 캐틀,6화)

## 시청률
| 회차 | 방송 일자       | 전국 시청률 |
| ---- | --------------- | ----------- |
| 1회  | 2017년 6월 24일 | 1.1%        |
| 2회  | 2017년 6월 31일 | 0.7%        |
| 3회  | 2017년 7월 7일  | 0.9%        |
| 4회  | 2017년 7월 14일 | 0.7%        |
| 5회  | 2017년 7월 21일 | 0.8%        |
| 6회  | 2017년 7월 28일 | 1.1%        |
| 7회  | 2017년 8월 4일  | 0.5%        |
| 8회  | 2017년 8월 11일 | 1.1%        |

## 재방 시청률
| 회차 | 방송 일자       | 전국 시청률 |
| ---- | --------------- | ----------- |
| 1회  | 2017년 1월 16일 | 0.8%        |
| 2회  | 2017년 1월 23일 | 1.2%        |
| 3회  | 2017년 1월 30일 | 1.1%        |
| 4회  | 2017년 2월 6일  | 1.0%        |
| 5회  | 2017년 2월 23일 | 1.2%        |
| 6회  | 2017년 3월 2일  | 0.7%        |
| 7회  | 2017년 3월 9일  | 0.6%        |
| 8회  | 2017년 3월 16일 | 1.1%        |